# Golpe de 28 de Janeiro de 1908

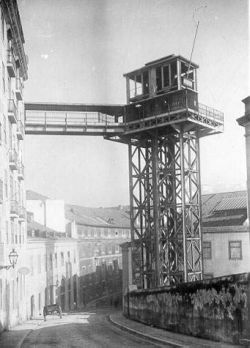
O Elevador da Biblioteca visto do alto da Calçada de São Francisco

O Golpe de 28 de Janeiro de 1908 ou Golpe do Elevador da Biblioteca, ou a Intentona do Elevador, foi uma tentativa de golpe de estado, visando a proclamação da República, levada a cabo pelo Partido Republicano Português de parceria com a Dissidência Progressista, como reação contra o anunciado fim da ditadura administrativa de João Franco e a consequente ameaça de ascensão política do Partido Regenerador-Liberal daquele. Embora o golpe tenha sido gorado por ação preventiva do governo, este falhou em eliminar todos os focos de conspiração, do que resultou, em questão de dias, a execução da ação que previa a eliminação física do monarca: o Regicídio, em consequência do qual, embora a mudança de regime em si não tenha sido efetuada, o afastamento do rei e de João Franco puseram termo à reforma da monarquia, mantendo a mesma instabilidade até aí crescente e que levaria à proclamação da República em consequência do golpe seguinte.

## Antecedentes
Desde que o Rei D. Carlos se decidira a apoiar João Franco e lhe permitira governar em ditadura (isto é, sem o parlamento, não com suspensão das liberdades), que todos os outros partidos, assim arredados do poder, faziam uníssono nas suas criticas aos dois estadistas. Se por um lado os tradicionais partidos Regenerador e Progressista eram aqueles cujas críticas mais alto se ouviam, outros dois partidos mais pequenos tinham mais a perder e tinham também, pela sua própria natureza e orientação política, recurso a outro meio de reação, nomeadamente a força. 
A Dissidência Progressista havia sido fundada quase exclusivamente devido à fome de poder do seu fundador, José Alpoim, e este não estava de maneira nenhuma disposto a ser arredado do poder. Embora fosse oficialmente monárquico, o partido e o seu chefe acabaram por pôr de parte esses escrúpulos e aliaram-se ao Partido Republicano. Este, embora tivesse membros menos radicais, não era averso ao derrube pela força da monarquia, um objetivo de longa data. Acrescia também que a acção de João Franco, que dizia querer caçar no terreno dos republicanos, isto é, satisfazer as exigências do eleitorado daqueles, aliado à possibilidade da cessação da instabilidade de que se alimentava a sua demagogia, ameaçava marginalizar o partido.
A marcação de eleições para 5 de Abril, com a esperada vitória do partido  de João Franco e a reabertura de um parlamento funcional uniu estes dois partidos numa ação de derrube pela força, na qual os dissidentes forneceram o dinheiro e as armas, e os republicanos, mediante os seus contactos com grupos conspirativos carbonários, forneciam os homens.

## Planos
Originalmente, o plano como interpretado pelos dissidentes visava a abdicação de D. Carlos, mas acaba por ser substituído pela ideia de proclamação da república. Houve várias versões do plano, embora cedo se defendesse que qualquer golpe passaria pela remoção física do "ditador" João Franco, sem o qual os militares não sairiam à rua para se juntar, e dar uma face institucional, aos sublevados civis.
Na sua versão final o plano operacional previa que as brigadas carbonárias neutralizassem as comunicações, a cavalaria do Largo do Carmo, a Guarda Municipal no Largo dos Lóios, o quartel de Cabeço de Bola e os marinheiros de Vale de Zebro, tomassem o Paço e abatessem João Franco.
A 27 de Janeiro o plano é aprovado conjuntamente por Afonso Costa, pelos republicanos, e Francisco Correia de Herédia, 1.º Visconde da Ribeira Brava, pelos dissidentes, que decidem a eliminação do ditador.
Quando é que o plano para abater João Franco se tornou no plano para abater o rei é algo mais difícil de precisar, mas estudos recentes  apontam para fins de 1907, nesta altura, José Maria Alpoim associa-se à Carbonária o que leva, consecutiva e complementarmente, a um plano de aquisição de armas, o plano para um levantamento revolucionário, um plano para assassinar o primeiro-ministro e outro para assassinar o Rei. Até onde os dirigentes republicanos estavam a par disto é algo que não se sabe, pois a relação entre os regicidas e toda a mecânica do golpe, do qual faziam parte, foi posteriormente abafada. 
A natureza desconexa das forças em ação no planeado golpe acabaram por se ver ainda mais desorganizadas na véspera do golpe, que deveria ocorrer dia 31 de Janeiro ou 1 de Fevereiro, quando um acaso precipitou os acontecimentos.

## Reação Preventiva do Governo
A confiança dos conspiradores era tal, que um comerciante de nome Vítor dos Santos tentou aliciar um polícia seu conhecido. Este, após ver os caixotes de explosivos, teve a reação oposta e foi dar parte do sucedido aos seus superiores. Avisado o governo, João Franco mandou que se prendessem o chefe republicano António José de Almeida, o dirigente carbonário Luz de Almeida, o jornalista João Chagas e outros de importância óbvia. São tomadas medidas de reforço de pontos estratégicos e a Guarda Municipal posta de prevenção. Os restantes conspiradores perderam a iniciativa.

## A Tentativa de Golpe
A liderança do movimento assim quase decapitado recaiu sobre Afonso Costa. Este apoiou-se nos dirigentes da dissidência progressista, José Maria Alpoim e Francisco Correia de Herédia, o visconde da Ribeira Brava, e tomam os seus lugares segundo os planos estabelecidos, indo para o Elevador da Biblioteca.
No entanto, a ação do Governo pusera os quartéis de sobreaviso e os alvos militares haviam sido reforçados pelas forças governamentais, pelo que os vários grupos de conspiradores dispersaram. Alguns, ainda inconformados, levam a cabo ataques a esquadras. Há escaramuças no Rato, Alcântara, no Campo de Santana e na Rua da Escola Politécnica cai morto um polícia.
Esperando confirmação, e ainda esperançosos de um volte-face, continuam a chegar mais conspiradores ao elevador, de maneira que um polícia que observava fica desconfiado, pois o elevador à altura encontrava-se avariado. Pediu reforços e logo são presos de armas na mão Afonso Costa, Egas Moniz, Álvaro Poppe, Francisco Correia de Herédia, 1.º Visconde da Ribeira Brava, e outros. José Maria de Alpoim consegue fugir para Espanha. São detidos também os viscondes de Pedralva e Ameal, João Pinto dos Santos, Cassiano Neves, Batalha de Freitas e muitos mais, elevando o total de presos a mais de cem, sem contar com os cabecilhas.
A revolta parecia estar esmagada.

## O regicídio
Tendo sido assegurado por João Franco de que o golpe estava debelado, e tendo já assinado em Vila Viçosa o decreto de 30 de Janeiro que previa o exílio para o estrangeiro ou a expulsão para as colónias, sem julgamento, de indivíduos que fossem pronunciados em tribunal por atentado à ordem pública, o Rei e a família Real voltaram para Lisboa a 1 de Fevereiro. Pretendia-se, com o cortejo desde o cais fluvial no Terreiro do Paço até ao Palácio das Necessidades, a fazer em carruagens descobertas e sem escolta, mostrar ao país e ao estrangeiro, que a calma estava estabelecida. 
No entanto, apesar das prisões dos cabecilhas, haviam ficado no terreno os grupos armados que tinham como missão abater o rei e o primeiro-ministro, e estes decidiram leva avante a sua parte do plano. Teve assim lugar o Regicídio de 1908, para o qual contribuiu, e foi depois responsabilizado, a falta de segurança policial que João Franco não garantiu, quer por excesso de confiança, imprevidência, pelo objetivo de mostrar segurança, quer por uma combinação desses três fatores. 
Apenas dois dos regicidas, Alfredo Luís da Costa e Manuel dos Reis Buiça foram apanhados e mortos, tendo os outros cúmplices (número exato desconhecido) escapado, mas cumpriram a sua missão, ao assassinarem o rei D. Carlos e o Príncipe real, embora não haja duvidas que a rainha D. Amélia e o infante D. Manuel também fossem visados. O odiado ditador, que seguia na quarta carruagem do cortejo, parece ter sido esquecido pelos algozes.

## Desfecho e consequências
Embora o Golpe, nos seus objetivos últimos de Proclamação da República, tenha falhado, acabou por ser, devido ao cumprimento automático da parte relativa ao assassínio do Rei, um enorme sucesso para os republicanos. Sem um monarca com preparação (D. Manuel ainda era muito novo e não fora educado para reinar), todo o esforço de D. Carlos foi por água abaixo. Os partidos tradicionais conseguiram impor a solução da acalmação, com um governo de ministros seus, presidido por um independente, e ostracizando os franquistas, e invalidando os decretos do governo anterior. 
Esta acalmação correspondeu de facto a uma rendição, dado que em questão de dias foram libertados todos os conspiradores presos e cujas implicações eram óbvias, foi permitido o elogio dos regicidas e postos entraves à investigação criminal do regicídio. Estas cedências não fizeram mais do que encorajar os republicanos que voltariam a tentar outro golpe, com as mesmas chefias, 33 meses depois, e que, melhor organizado levou à Implantação da República com o Golpe de Estado de 5 de Outubro de 1910. O golpe de 28 de Janeiro, embora não tão conhecido com este último, foi o que de facto pôs fim, com a ajuda da cegueira dos partidos tradicionais, à última grande tentativa de reforma do sistema monárquico constitucional, sem o que a mudança de regime não seria possível.